# Canoe Lake, Parry Sound District
Canoe Lake är en sjö i Kanada.   Den ligger i Parry Sound District och provinsen Ontario, i den sydöstra delen av landet, 300 km väster om huvudstaden Ottawa. Canoe Lake ligger 186 meter över havet. Den ligger vid sjöarna  Jack Lake och McCoy Lake.
I omgivningarna runt Canoe Lake växer i huvudsak blandskog. Trakten runt Canoe Lake är nära nog obefolkad, med mindre än två invånare per kvadratkilometer.